# Ponte Tunca
Il ponte Tunca (in turco Tunca Köprüsü) è un ponte ad arco della città turca di Edirne. Attraversa il fiume Tunca ed è situato lungo la strada che unisce il centro della città al sobborgo di Karaağaç. A breve distanza dal ponte Tunca si trova il ponte Meriç.

## Storia e descrizione
Il ponte venne costruito per volontà del Defterdar (ministro delle finanze ottomano) Ekmekçizade Ahmet Pascià nel 1608. L'incarico per la progettazione della struttura venne assegnato all'architetto Sedefkar Mehmed Agha, noto per la realizzazione della Moschea Blu ad Istanbul. Nel 2008 il ponte è stato oggetto di un importante restauro volto a restituire al manufatto il suo aspetto originale.
Il ponte Tunca è lungo 136,60 metri, largo 6,90 ed è caratterizzato da dieci arcate.